# Dryopteris filix-mas
Fougère mâle
Espèce
Classification NCBI
La Fougère mâle (Dryopteris filix-mas) est une fougère de la famille des Dryopteridaceae.

Spécimen recueilli en Suisse.

## Étymologie
Le nom scientifique Dryopteris, ou dryoptère en français, vient du grec drus [chêne] et pteris [fougère] et fut attribué par Dioscoride (médecin grec) à des fougères se développant dans les bois de chênes. L'épithète latin filix mas signifie littéralement « fougère mâle ». Cette espèce n'est pas plus masculine que la fougère femelle, Athyrium filix-femina n'est femelle : c'est simplement que la première paraît plus robuste que la seconde, gracile.

## Description

### Appareil végétatif

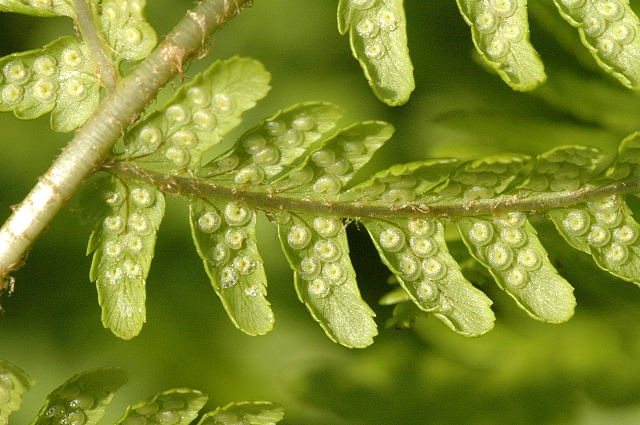
Détail des sores de Dryopteris filix-mas.

Hémicryptophyte cespiteuse, Dryopteris filix-mas présente un port en touffe dont les frondes forment une sorte d'entonnoir arqué autour de la souche courte, épaisse et gazonnante, constituée d'un rhizome écailleux. Elles mesurent de 30 à 120 cm de long. Elles sont peu nombreuses et elles sont divisées (= pennées) deux fois en folioles parfois crénelées et toujours arrondies à leur sommet, confluant peu ou pas vers la base. Le pétiole court et le rachis des frondes portent de nombreuses écailles de couleur rousse.
Cette fougère se distingue de la fougère femelle par ses folioles nettement moins finement découpées. Bien que ses spores engendrent une formation bisexuée, elle a gardé la dénomination de fougère mâle en raison de sa robustesse par rapport à la fougère femelle.

### Appareil reproducteur
Les sores, ou amas de sporanges, sont assez gros, réniformes (= en forme de rein) et sont protégés par une indusie elle aussi réniforme, qui persiste assez longtemps. Ces sores forment deux lignes rapprochées de la nervure médiane et couvrent à peine les deux tiers supérieurs du limbe. La période de sporulation se déroule de juin à septembre et le mode de dissémination est anémochore.

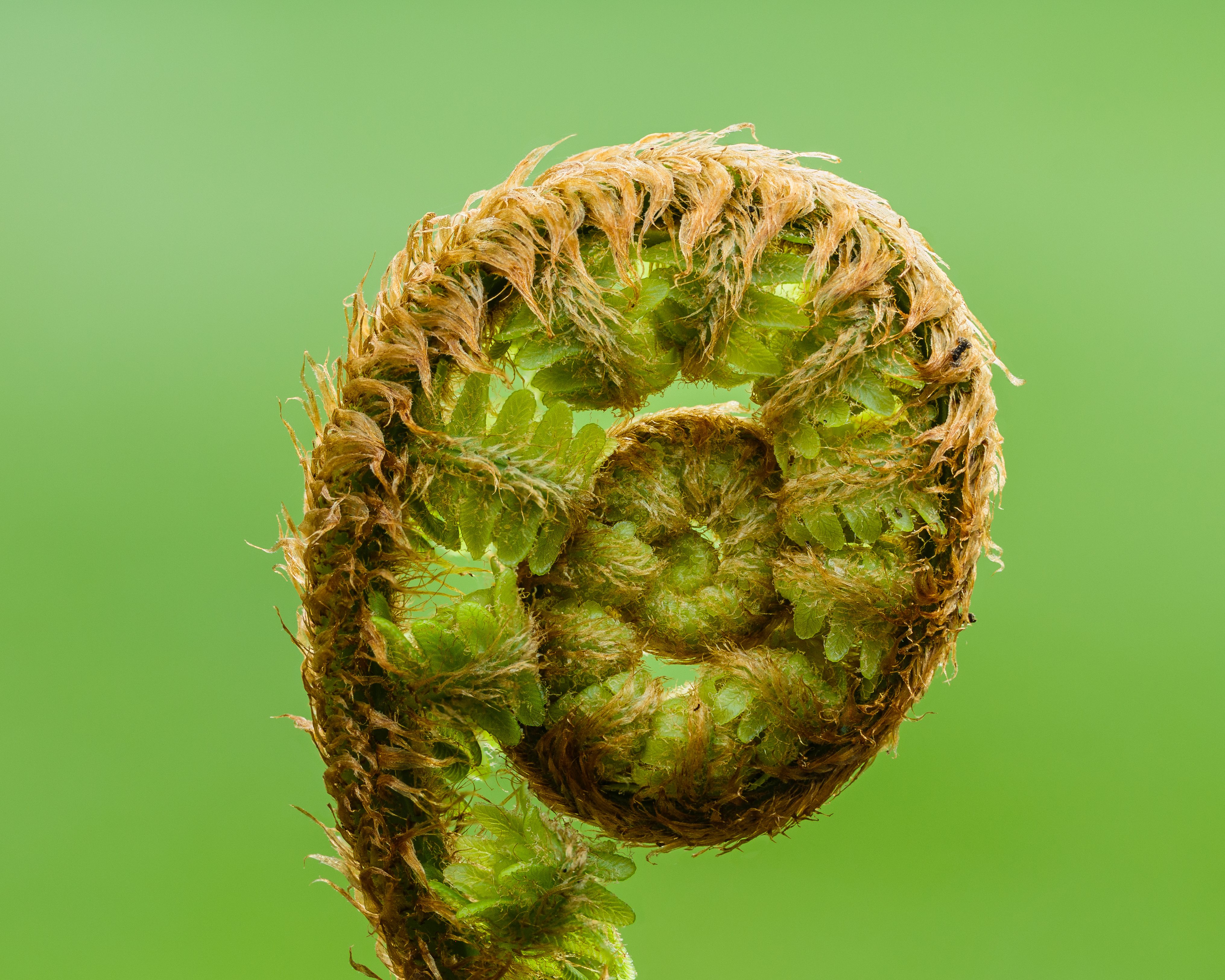
Belle feuille déroulée d'un Dryopteris filix-mas.

## Répartition géographique et habitat
Espèce cosmopolite sauf en Afrique et en Australie, la Fougère mâle est commune en France, sauf dans les régions du Sud-Ouest et méditerranéennes. Elle se trouve également en montagne jusqu'à 2 000 m environ.
Elle vit dans les stations fraîches, humides et ombragées. En altitude, elle recherche l'humidité atmosphérique. On la rencontre sur les bordures de haies, les abords de fossés, les talus ombragés et frais et sous les couverts forestiers, aussi bien de feuillus et de résineux.
Cette fougère est peu exigeante au niveau de la composition du sol : sableux, argileux ou limoneux (nécessité tout de même d'une humidité suffisante).

## Utilisations
On utilisait autrefois, pour soigner, le rhizome, les frondes et les crosses mais leurs propriétés médicinales se révèlent inconstantes et parfois dangereuses car ils contiennent des triterpènes et de la filicine. Dans les années 1990, plusieurs clients d'un restaurant canadien ayant consommé des jeunes pousses ont dû être hospitalisés. La filicine est un irritant intestinal et attaque le système nerveux central, pouvant induire une cécité voire une paralysie respiratoire ou circulatoire (une personne est morte à la suite d'un usage médicinal du rhizome de cette fougère)
Médecine traditionnelle : Le rhizome, récoltable toute l'année, fut employé dès l'Antiquité comme vermifuge sous forme de décoction ou d'extrait éthéré, notamment contre le ver solitaire chez l'homme et contre la douve chez le mouton. Cependant, il contient de la thiaminase responsable d'empoisonnement de chevaux. Les frondes, pour leurs propriétés calmantes, étaient appliquées sur les rhumatismes pour calmer la douleur. Mélangées avec du sel, elles avaient des vertus anti-inflammatoires.
Colorant : La présence de tanins condensés et de flavonoïdes dans le rhizome en a fait de bons ingrédients colorants en teinture, pour l’obtention de couleurs variant du brun doré au gris foncé.
Aliment :  Selon l'ethnobotaniste François Couplan, durant les famines du XVIIe siècle en Europe, le rhizome séché et pulvérisé servait à faire du pain. Il était encore récemment consommé en Bosnie ou au Québec (après cuisson). En Sibérie, ce rhizome bouilli dans la bière lui donnait un parfum de framboise.
Literies, bouquets : Cette plante était utilisée pour confectionner des matelas ou mises dans les oreillers, apportant une bonne odeur, et éloignant les puces ; selon une étude ethnobotanique et du patois local, faite par Françoise et Grégoire Nicollier à Bagnes (France) et publiée en 1984, des fougères (fougères mâles et femelles) étaient autrefois en bouquets disposés dans les pièces des maisons pour en éloigner les mouches.
Folklore : Il existait également une tradition folklorique de récolte de cette fougère par des jeunes filles à la veille de la fête de la Saint-Jean pour faire tomber amoureux l'homme qu'elles aimaient. Selon la pensée magique sous-tendant cette tradition, la fougère « fleurissait et fructifiait » juste à minuit de cette veille-là et celui qui la récoltait alors devenait riche et heureux.